# Hend Zaza
Hend Zaza (Tiếng Ả Rập: هند ظاظا; sinh ngày 1 tháng 1 năm 2009) là vận động viên bóng bàn người Syria.
Cô bé là vận động viên trẻ tuổi nhất thế giới tham dự Thế vận hội Mùa hè 2020. Cô bé đã đánh bại Mariana Sahakian, tay vợt người Liban với tỷ số 4–3 trong trận chung kết nữ tại Giải đấu vòng loại Thế vận hội Mùa hè khu vực Tây Á ở Jordan, và trở thành vận động viên của Syria tham dự bộ môn bóng bàn trong lịch sử Thế vận hội Mùa hè.